# Raul Santos
Raul Santos, né le 1er juin 1992 à Saint-Domingue en République dominicaine, est un handballeur autrichien. Il évolue au poste de ailier gauche au BT Füchse et en équipe nationale d'Autriche.

## Carrière
Raul Santos rejoint l'Autriche à onze ans et commence à jouer au handball un an plus tard au club de l'Union Leoben. Particulièrement précoce, il participe en 2008 à seulement 16 ans à l'accession du club en Championnat d'Autriche. Entre 2008 et 2013, il marque ainsi 791 buts en quatre saisons et demie en première division autrichienne, étant meilleur buteur du championnat en 2012 et 2013. Et pourtant, il obtient son deuxième titre de meilleur buteur en n'effectuant qu'une demi-saison puisqu'il rejoint en février 2013 le club allemand du VfL Gummersbach. À l'issue de la saison 2014-2015, il termine deuxième meilleur buteur du championnat d'Allemagne avec 253 buts marqués en 36 matchs. Il rejoint le THW Kiel à l'issue de l'intersaison 2016. Il ne s'impose toutefois pas à Kiel et rejoint en 2018 le SC DHfK Leipzig.
Le 12 avril 2011, à 18 ans, il connaît sa première sélection en équipe nationale d'Autriche avec laquelle il participe au Championnat d'Europe 2014 puis au Championnat du monde 2015.

## Galerie

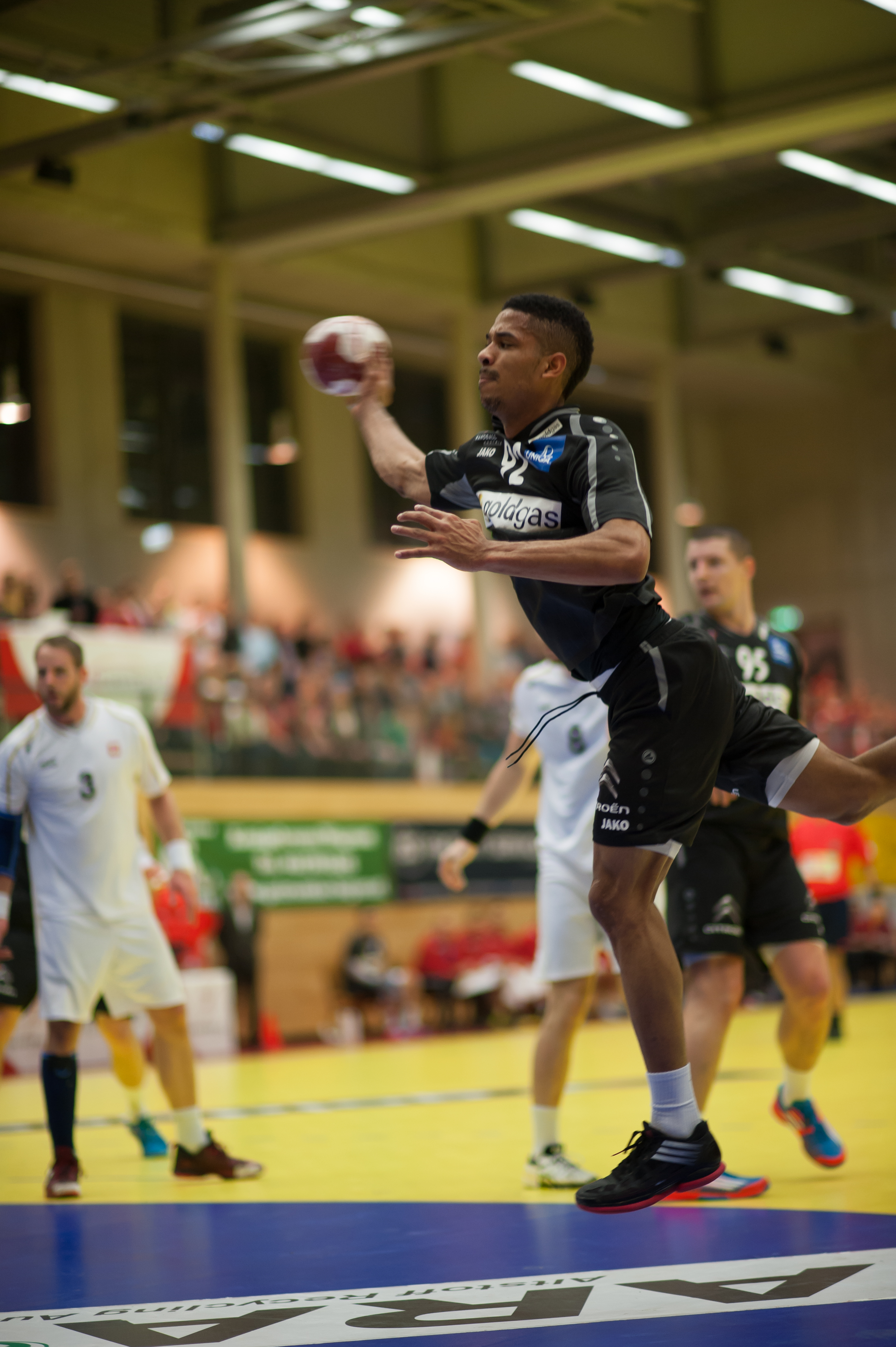
Avec l'Autriche en 2015.
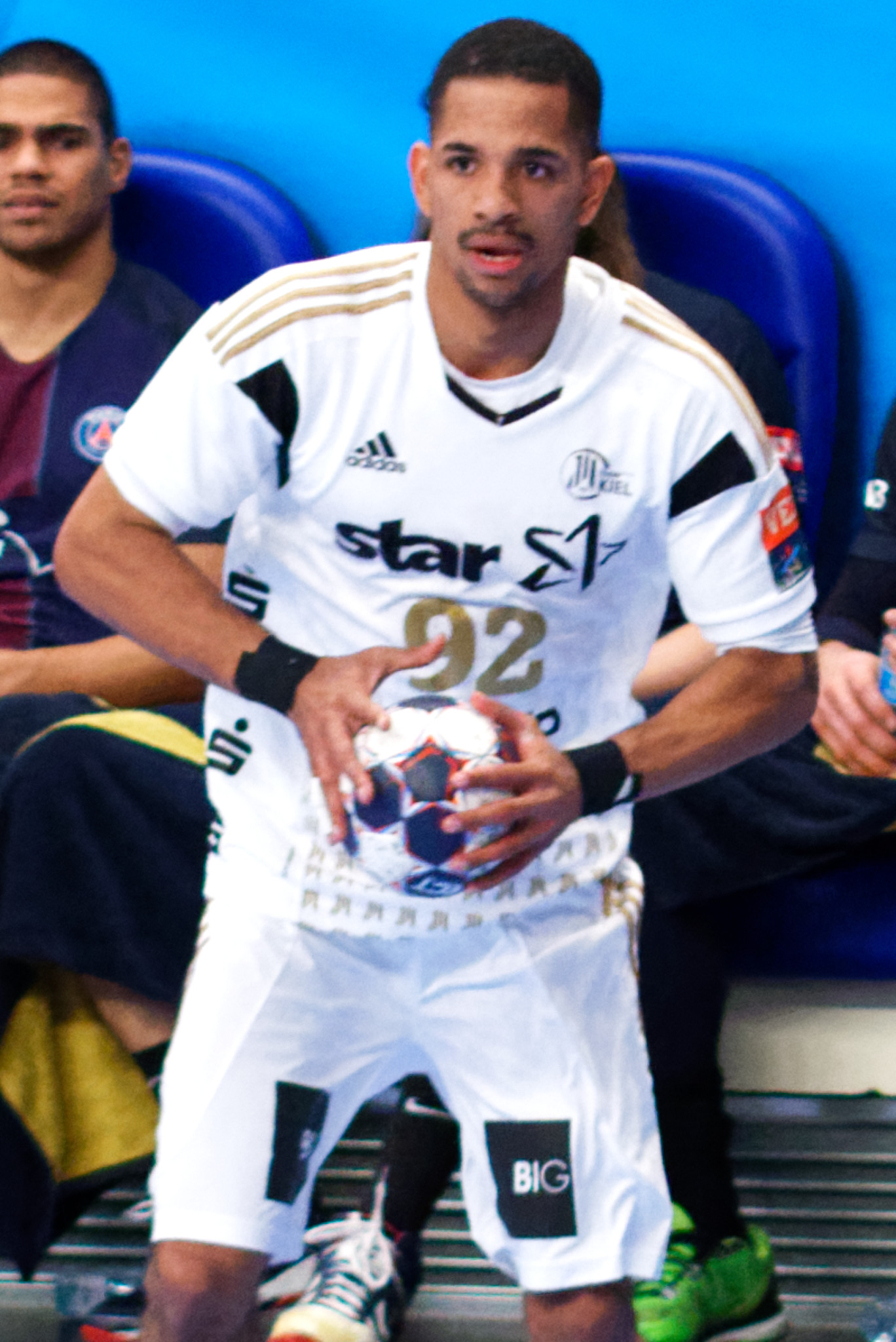
Avec le THW Kiel en 2017.
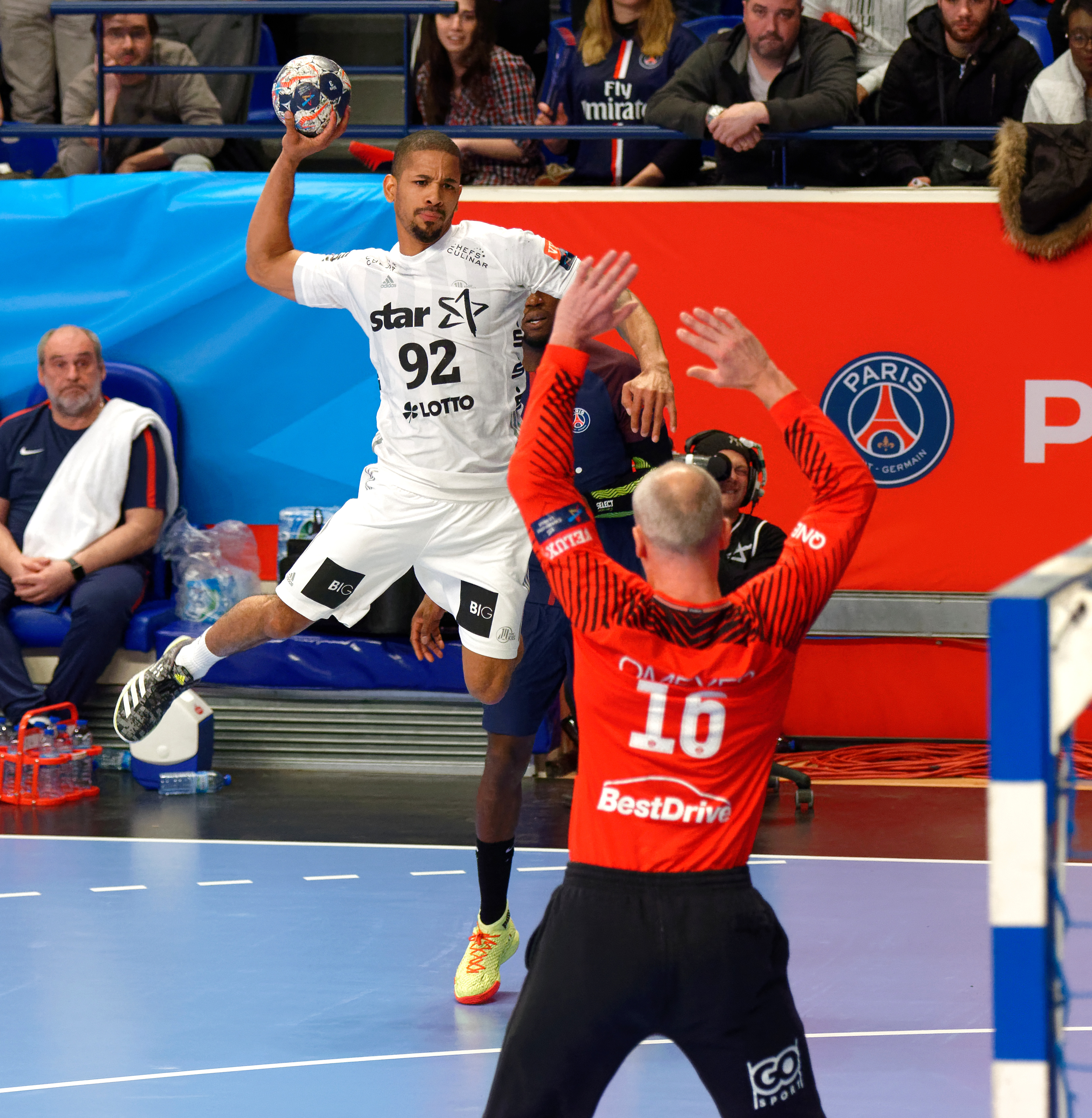
Avec le THW Kiel face à Omeyer en 2018.
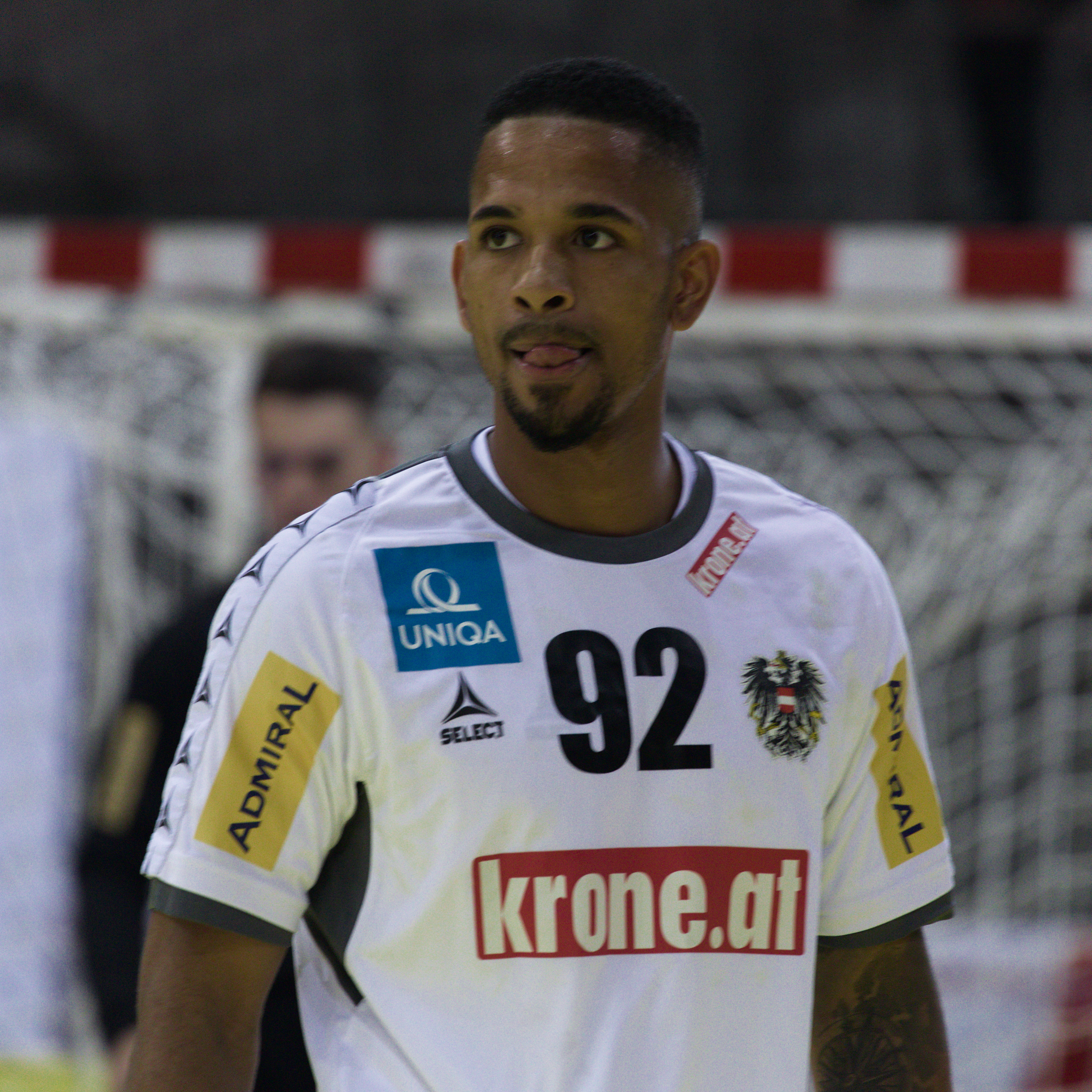
Avec l'Autriche en 2018.